# Bravo (soldato)
(Tommaso Garzoni)

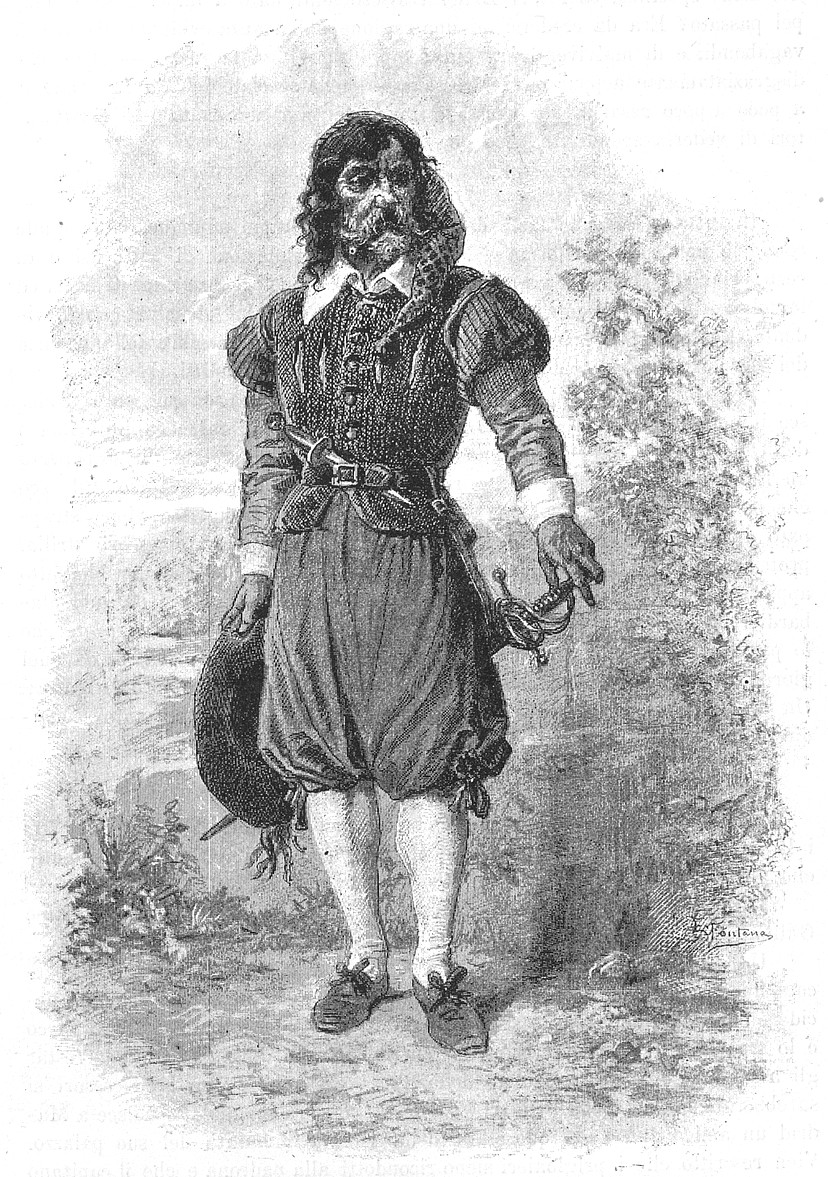
Il bravo - ill. di E. Fontana in Arrighi 1892.

Il bravo era, in particolare nei secoli XVI e XVII, un uomo d'armi al soldo di gentiluomini e signori di campagna, dai quali era protetto: fungeva da guardia del corpo e svolgeva incarichi di fiducia dove era comune l'uso della violenza. In Italia la figura dei bravi è stata immortalata nelle pagine del romanzo di Alessandro Manzoni, I promessi sposi.

## Etimologia
Probabilmente il termine "bravo" deriva dal latino pravus che significa «cattivo, malvagio».
Nel significato di "sgherro" venne usato già nelle Rime burlesche di Francesco Berni (1497-1535).
(Berni, In lode del debito)
(Berni, Sonetti)
Nella prima edizione del Vocabolario della Crusca (1612) "bravo" è indicato come sinonimo di "sgherro"; era invece chiamato "cagnotto" quando le sue violenze includevano anche l'assassinio.
Sgherro. Brigante, che fa del bravo, che anche diremmo Tagliacantoni, Mangiaferro.»
Il significato poteva però variare perché i bravi erano accomunati ai "bulli" da Pietro Nelli nel 1547.
(Nelli, Le Satire alla Carlona)
Inoltre in un trattato del 1551 i bravi, indicati come presenti in diversi luoghi d'Italia (Bologna, Milano, Napoli, Roma), erano descritti come violenti lenoni.

### Origine

Valentin de Boulogne, Soldati che giocano a carte e a dadi, 1620 circa

## Storia

### La fine dei bravi
Dopo l'ultima grida milanese del settembre 1701, prevalse l'uso di sinonimi come "seguaci" e "famigliari". Nel XVIII secolo il servirsi di bravi venne considerato socialmente riprovevole.
A Milano nel 1742 si riteneva che ormai i bravi fossero scomparsi completamente.
(Da una lettera del 1742)
Anche Manzoni, nell'introdurre i personaggi come bravi ne I promessi sposi, indicava che ai suoi tempi la loro «specie» era «del tutto perduta» (cap. 1).

## Descrizioni

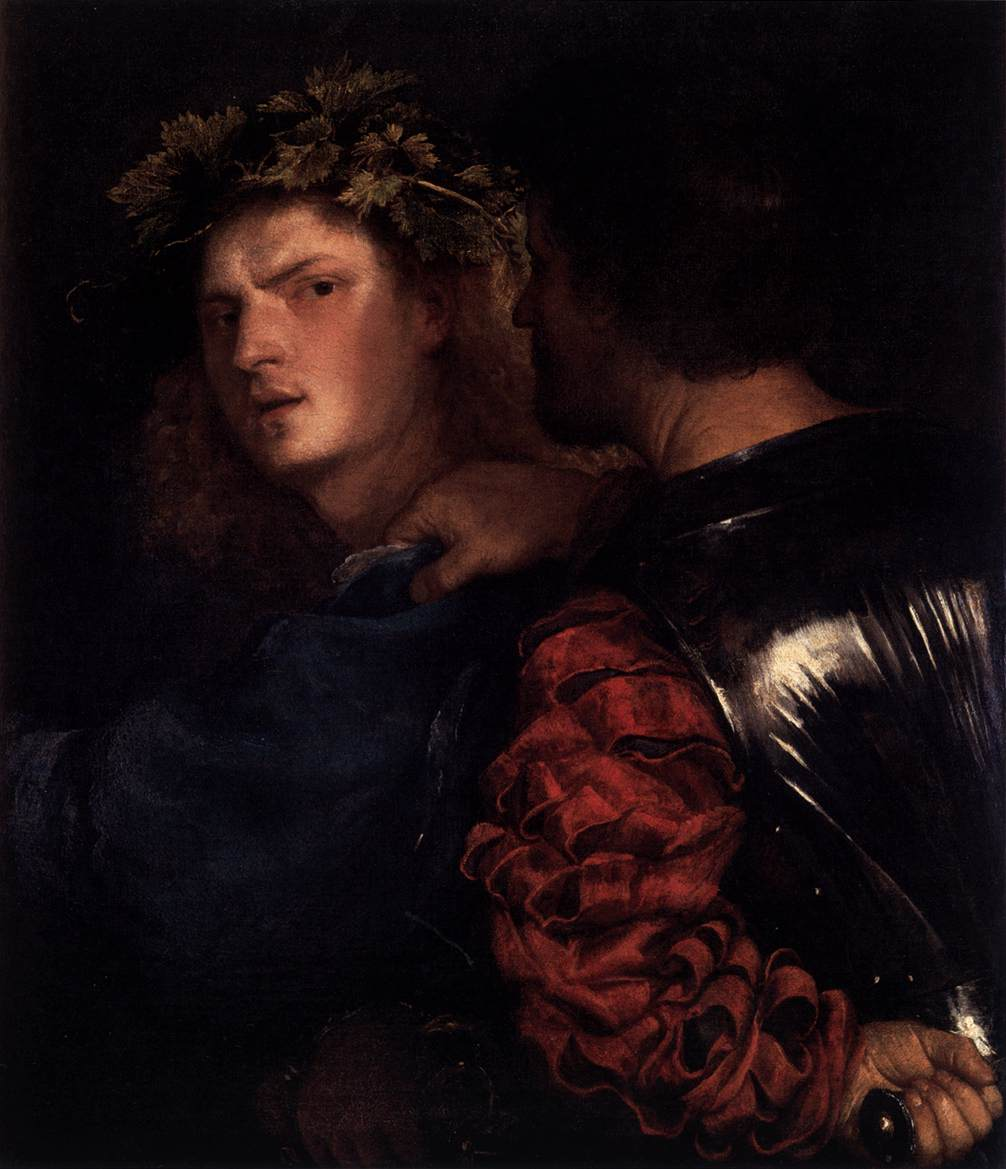
Tiziano, Bravo, 1520 circa

In letteratura si trova il "bravo" descritto nella prima metà del Cinquecento in modo irriverente come un personaggio minaccioso solo a parole, pronto a fuggire ogni possibile minaccia. Ce n'è un esempio nel Macaronicon (1517) di Teofilo Folengo (1491-1544).
|    | Hic aderat pueri stropiati forte fameius,         |  | C'era il famiglio del giovane storpiato,                                 |
|    | Quem Lanzalottum reliqui dixere bravosi,          |  | che gli altri bravi chiamavano Lancillotto,                              |
|    | Quem Lanzagnoccum melius dixisse putarem.         |  | ma che crederei meglio chiamare Lanzagnocco.                             |
|    | Hic erat ex illis (animosos laudo guereros),      |  | Era di quelli (lodo i valorosi guerrieri),                               |
| 5  | Qui semper spadas portant galone ficatas,         |  | che portano sempre le spade al fianco                                    |
|    | Et, cum tempus adest quod oportet desguainare     |  | e che, quando viene il momento di sguainarla                             |
|    | Ac menare manus, calcagnis fortiter obstant.      |  | e menar le mani, mostrano coraggiosamente i calcagni.                    |
|    | Gestant bretonos longo tremolante pinazzo,        |  | Portano berretti con lungo tremolante pennacchio                         |
|    | Milibus et stringhis illorum piga frapatur,       |  | e con l'orlo listato da migliaia di cordicelle,                          |
| 10 | Quem semper portant super ochium more bravantis.  |  | pennacchio che sempre portano sopra l'occhio come d'abitudine dei bravi. |
|    | Dextra super manicum spadae guantata repossat,    |  | La destra guantata riposa sul manico della spada,                        |
|    | Laeva tenet cappam, velut est usanza spagnola.    |  | la sinistra tiene la cappa, secondo l'uso spagnolo.                      |
|    | Introëunt isti bravi quandoque tavernam,          |  | E quando questi bravi entrano in una taverna,                            |
|    | Dum tricant coeloque levant rebibendo caraffas,   |  | allora trincano e alzano al cielo le caraffe tornando a bere,            |
| 15 | Omnia sfrantumant, spezzant, verbisque menazzant, |  | frantumano e spezzano tutto e minacciano a parole,                       |
|    | Hostibus atque suis iurant taiare colengum.       |  | giurano di tagliare il collo a nemici e amici.                           |
|    | Si tamen incontrant illos pro pignore, signant    |  | Se però incontrano i creditori,                                          |
|    | Cantonem, finguntque nihil vidisse poianae.       |  | scantonano e come poiane fingono di non aver visto.                      |

Ne La piazza universale (1585) di Tommaso Garzoni si distinguevano invece i "poltroni" che «solamente come galloni d'India s'arruffano, e dibattono le fauci, et il becco, ma non passano più oltre» dai veri bravi, dediti invece alla violenza.
(Garzoni 1605, p. 792.)

### Zuffo
Una caratteristica dei bravi frequentemente riportata nelle gride milanesi contro di loro è quella di tenere i capelli lunghi con un ciuffo ("zuffo") sopra la fronte che veniva fatto ricadere per nascondere il volto e non essere riconoscibili.
(Grida di Milano del 5 dicembre 1594)

### Attività
Melchiorre Gioia (1767-1829), utilizzando documenti del Cinquecento e del Seicento e riassumendo il tutto in un immaginario dialogo con un bravo milanese, fornì un colorito ritratto delle attività svolte dai bravi e dei loro rapporti con la giustizia.
— Io non ho gran tempo, signori, da perdere con voi; giacché questa mattina per ordine del mio padrone debbo regalare cinquanta bastonate ad un artista che ebbe la sfacciataggine di chiedergli la dovuta mercede; quest'oggi debbo accompagnarlo da lungi, mentre andrà attorno per la città in maschera per difendere le oneste libertà, gli amichevoli schiaffi, i calci, i pugni ed altri simili gentili scherzi con cui vorrà salutare chiunque gli si abbatterà fra piedi; questa sera stargli a fianco al teatro, luogo inesauribile di contrasti, di partiti, di risse, d'omicidii, per sostenere i suoi applausi o le sue critiche agli attori ed ai cantanti; questa notte debbo rapire la figlia d'un impertinente campagnuolo che vorrebbe pur sottrarla alle cristiane voglie del mio padrone; finalmente egli mi comanda di strascinare nelle carceri sotterranee del suo castello un giovinastro che gli uccise una pernice.
— Ma non temete voi la giustizia?
— Si vede bene che voi siete stranieri, e par proprio che cadiate dal cielo. In questi tempi felicissimi si gode d'un'intera libertà; ciascuno opera come gli aggrada, ed ogni azione diventa giusta quando si sa sostenerla coll'astuzia o colla forza. Gli esecutori della legge trovano qui persone che loro rompono il grugno, e li fanno pentire del loro mestiere. Un mio compagno ha tagliato la faccia al podestà di Binasco; un altro ha ucciso quello di Melé; il notaro del capitano di giustizia in Milano ha ricevuto un colpo di fucile in pieno giorno; parimenti di giorno fu ucciso il segretario della cancelleria segreta; il R. avvocato fiscale mentre faceva un processo ad alcuni miei amici, fu mandato con una pugnalata a terminarlo all'altro mondo; il luogo in cui il podestà di Domodossola è solito a giudicare, è stato coperto di sterco; ed io stesso ho rotto la statua della Giustizia in Monza. Per nostra fortuna noi ignoriamo le lente decisioni della civil procedura, o per meglio dire le calpestiamo a nostro bel agio: quindi allorché sorge qualche disputa sui confini di un podere, sul corso d'un'acqua irrigatoria, sul dritto di passare a piedi od a cavallo per tal sentiere, comparisce sul momento gente armata che termina la lite a colpi di alabarda o di fucile. È vero che il più debole resta sempre di sotto; ma ch'egli diventi più forte e ci renderà la pariglia. Voi mi fate ridere allorché mi parlate di giustizia. Voi non sapete che i podestà, i fiscali, ed altri officiali biennali se ne vanno a spasso per lo stato, e lasciano al loro posto degli uomini simili a quelli di gesso che stanno sui camini, e che dicono di sì e di nò secondo che vuole chi li tira per il naso? Voi ignorate che i barigelli, birri, custodi delle carceri comprano l'impiego dai podestà ed altri giudici: quindi sono costretti ora a vendere l'impunità di portar armi proibite, ora a unirsi coi ladri e partecipare ai ladroneggi, ora prevenire e consigliar alla fuga chi dovrebbero arrestare, ora farsi ministri delle altrui vendette? I giudici poi che sono tutto fervore per la giustizia quando si tratta di pelar qualche meschino, dissimulano o coprono le belle imprese de barigelli onde conseguire il pattuito pagamento. Altronde le case de' nostri padroni e il circondario che le cinge rispingono gli esecutori della legge, e prestano un sicuro asilo a chiunque si è colla legge compromesso. Di più i nostri preti, i nostri monaci sono sì onesti e generosi che non ricusano d’asconderci ne' loro chiostri o nelle loro canoniche in ogni caso di bisogno. Sappiate che là si ritirano anche li sfrosatori d'olio, di sapone, di droghe, di salumi, e vi ripongono le loro merci: e i monaci ridendosi delle leggi che non possono avere alcuna forza contro un barile di pesce salato, comprano e per sé stessi e per gli altri; e il padre guardiano spesso si cangia in un vero pizzicagnolo. Se venisse a scemare la religiosa generosità de' monaci, non crediate che fosse per mancarci opportuno scampo: giacché vicino alle chiese sonovi delle case che hanno finestre, usci, ribalze che mettono nelle chiese stesse, onde allorché i birri entrano per le nostre porte, noi fuggiamo loro di mano balzando in luoghi immuni.»
(Melchiorre Gioia, il testo originale riporta in nota le fonti delle diverse informazioni)

## Le norme contro i bravi

### Ducato di Milano

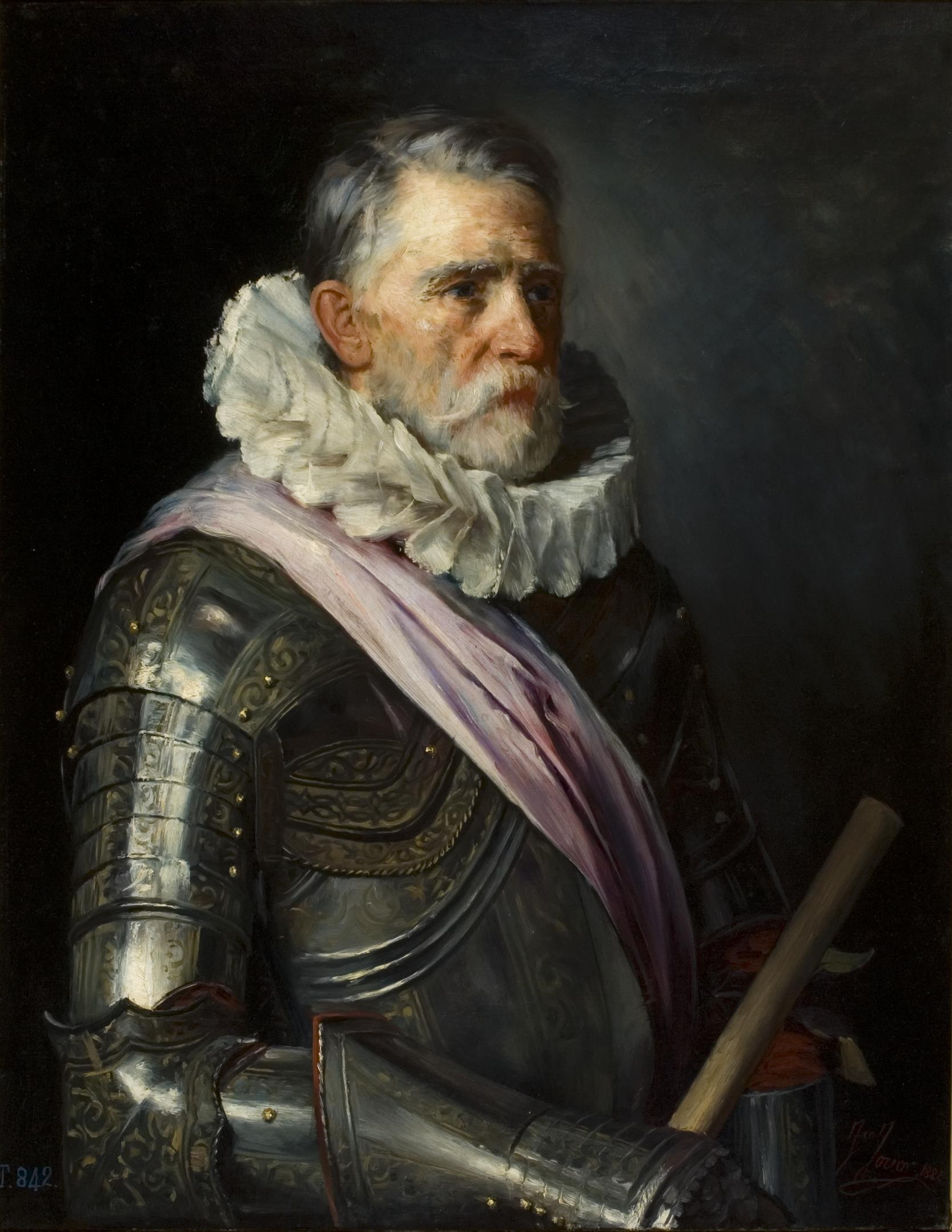
Luis de Zúñiga y Requesens, governatore di Milano, autore della prima grida contro i bravi.

A Milano furono numerose le gride dei diversi governatori contro i bravi. Il contemporaneo Paolo Morigia faceva risalire la loro espressa presenza in Milano al 1567, mentre per l'anno precedente indicava la presenza di banditi e assassini nel territorio.
(Paolo Morigia)
La prima grida che li citi esplicitamente risale al 23 aprile 1572 e fu emanata da Luis de Zúñiga y Requesens:
(Estratto dalla grida del 23 aprile 1572)
Già fin dal 1535 erano già state emesse numerose gride contro "furfanti", "scrocchi", "vagabondi", "otiosi" e in generale contro malfattori che, senza alcuna professione, erano presenti nel Ducato commettendo ogni sorta di violenza.
(Estratto dalla grida del 2 maggio 1575)
Dopo la peste del 1630 la presenza dei bravi nelle gride appare diradarsi, forse anche in relazione con la grave crisi economica che colpì il Ducato di Milano fino alla fine del secolo. Si è anche ipotizzato che molti si fossero trasferiti nelle campagne, lasciando relativamente al sicuro la città e venendo accomunati alla categoria dei "banditi".
Le due gride emanate a pochi mesi di distanza nel 1661 dal governatore Francesco Caetani appaiono legate a particolari fatti del territorio cremonese, «ove pare che simili malviventi habbino maggiore et più sicuro ricovero».
Nelle gride emesse contro banditi e assassini si trovano indicati alcuni "tiranni" (così erano definiti coloro che si servivano di bravi) e i loro seguaci: un esempio è fornito dalle gride del 10 marzo 1603, 30 maggio 1609 e 2 giugno 1614, nelle quali si trova anche il nome di Francesco Bernardino Visconti, che Manzoni avrebbe utilizzato come base per il personaggio dell'Innominato, identificandolo con l'anonimo malfattore convertitosi dopo un incontro con il cardinale Federico Borromeo secondo il racconto di Giuseppe Ripamonti. Secondo le condanne di questi "tiranni", i crimini più gravi erano realizzati prevalentemente per interessi economici (omicidi di parenti o rivali), per difesa dell'onore (aggressioni) e per lussuria (rapimenti e stupri).
Elenco delle gride
- Luis de Zúñiga y Requesens
  - 1572 (23 aprile), Grida contro i bravi[21]
- Antonio de Guzmán
  - 1574 (8 luglio), Grida[22]
  - 1575 (2 maggio), Grida[23] (ripubblicata il 25 agosto 1579 dallo stesso governatore e il 5 settembre 1581 da Sancho de Guevara y Padilla)
  - 1577 (26 agosto), Grida[24]
  - 1578 (4 marzo), Grida[25]
- Carlo d'Aragona Tagliavia
  - 1583 (8 aprile), Grida contra i bravi et vagabondi[26]
  - 1584 (12 aprile), Grida contra i bravi[27]
- Juan Fernández de Velasco
  - 1593 (5 giugno), Grida contra bravi et vagabondi[28]
  - 1594 (5 dicembre), Grida che non si possi portar capelli lunghi né zuffo[29]
  - 1598 (23 maggio), Grida contra bravi, vagabondi, ociosi, ruffiani, et barattieri, et contra quelli che portano il zuffo, rizzi e capelli lunghi[30]
- Pedro Enríquez de Acevedo
  - 1600 (5 dicembre), Grida sopra i bravi et zuffi[31]
  - 1602 (17 agosto), Contro quelli che portano li capelli lunghi, ciuffi et ricci[32]
  - 1604 (5 giugno), Contro quelli che portano i capelli lunghi, ciuffi e ricci[33]
- Juan de Mendoza y Velasco
  - 1612 (22 settembre), Grida contra bravi et vagabondi et si prohibisce il portar capelli lunghi, zuffi, treccie, et rizzi[34]
- Pedro Álvarez de Toledo y Colonna
  - 1616 (26 gennaio), Grida di conferma delle gride dei predecessori tranne «che per hora non confirma quel che tocca al portar li capelli lunghi»[35]
- Gómez Suárez de Figueroa y Córdoba
  - 1618 (24 dicembre), Grida contra bravi, vagabondi, forfanti, barri, otiosi, et scrochi
- Gonzalo Fernández de Córdoba
  - 1627 (15 ottobre), (Grida con poche varianti rispetto a quella del 1618)
- Gómez Suárez de Figueroa y Córdoba
  - 1632 (13 febbraio), (Grida con poche varianti rispetto a quella del 1627)
- Cardinal Infante
  - 1633 (11 agosto), Grida generale contra bravi e vagabondi[36]
- Antonio Sancho Dávila de Toledo y Colonna
  - 1645 (25 febbraio), Grida generale contro bravi, vagabondi, banditi forastieri, et abuso delle armi[37]
- Bernardino Fernández de Velasco
  - 1647 (9 aprile), Grida contro bravi et perniciosi[38]
- Luis de Benavides Carrillo
  - 1650 (7 marzo), Banco contro tiranni cioè che incorrano le medeme pene quelli che si servono di essi[39]
- Francesco Caetani
  - 1661 (15 gennaio), Grida contro bravi, scrocchi, vagabondi e banditi forastieri e loro ricettatori et hospitanti[40]
  - 1661 (21 ottobre), Rinovatione del bando publicato alli 15 genaro contro bravi, scrocchi, vagabondi e banditi forastieri e loro ricettatori[41]
- Carlo Enrico di Lorena
  - 1701 (30 settembre), Grida contro oziosi, vagabondi, forfanti, malviventi, birbi, bravi, sgherri, facinorosi e forastieri[42][N 1]

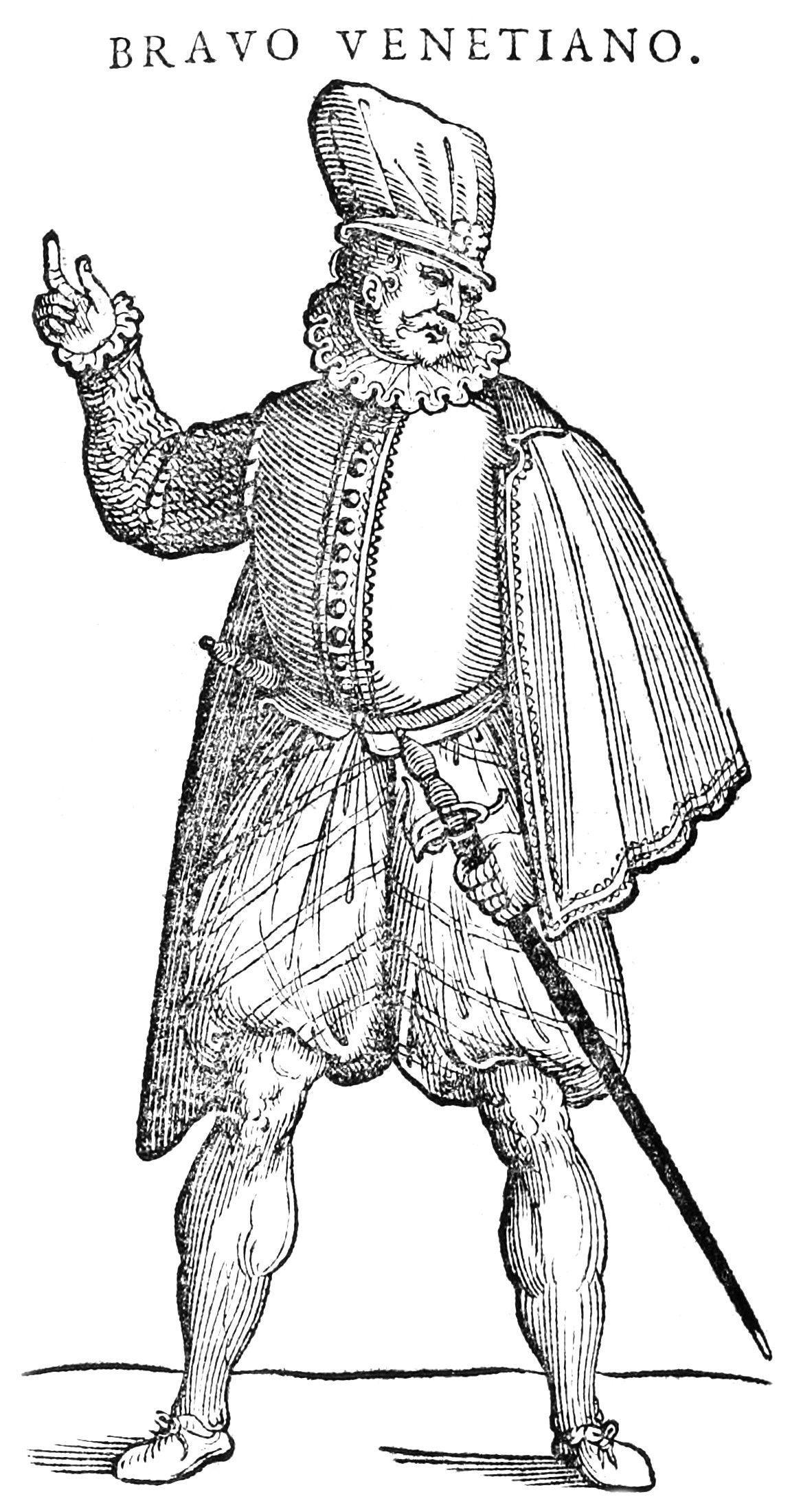
Cesare Vecellio, Bravo veneziano, 1590

### Repubblica di Venezia
Anche nella Repubblica di Venezia si ebbero norme tese a contrastare la diffusione dei bravi. Contro la diffusione delle violenze vennero prese disposizioni nel XVI secolo: il 18 agosto 1541 venne emessa una legge contro i banditi che agivano in gruppo per saccheggiare e provocare danni; il 20 febbraio 1567 si vietò il girare di notte armati in gruppi di più di quattro persone; altra norma del 15 aprile 1574 permetteva l'uccisione di chi avesse commesso omicidi e violenze.
Elenco delle norme
- 1600 (18 agosto), De bravi et vagabondi[44]
- 1604 (9 dicembre), Che alcun non possa servir per bravo, et contra li vagabondi, che non hanno professione[45]
- 1618 (12 dicembre), In materia di bravi et vagabondi[46]
- 1648 (30 dicembre), Bando generale contro bravi et vagabondi senza mestiere[47]
- 1680 (26 febbraio), In materia de bravi e vagabondi e di quelli che li ricettano[48]
- 1746 (22 dicembre), Nuovo ordine «debbano nel termine di giorni otto dopo la pubblicazione del presente proclama uscire da questa Città tutte le persone oziose, sfacendate, e vagabonde siano suddite o estere, che senza verun mestiere, e senza rendite o altro provento vanno girando per la medesima».[49]

## Nella cultura popolare
- Bravo (1520 circa) è un dipinto a olio su tela di Tiziano Vecellio
- Ne I promessi sposi (1827 e 1840-1842) vari personaggi di fantasia, come Griso e Nibbio, sono indicati come bravi.
- Il bravo (1831) è un romanzo di James Fenimore Cooper ambientato a Venezia.
- Il bravo (1839) è un'opera in tre atti di Saverio Mercadante, su libretto di Gaetano Rossi e Marco Marcelliano Marcello.
- Nel Rigoletto (1851) di Giuseppe Verdi è presente il personaggio Sparafucile, un bravo.
- Il bravo di Venezia (1941) è un film drammatico diretto da Carlo Campogalliani.

### Esplicative
1. ↑  Parti della grida sono riportate in  E. Parri, Vittorio Amedeo II ed Eugenio di Savoia nelle guerre della successione spagnuola, Milano, 1888,  pp. 78-79.

### Bibliografiche
1. ↑  Garzoni 1605, p. 794.
2. ↑  Manzatto, Il bravo tra storia e letteratura, in Acta Histriae, 2007, 15, 1, p. 155.
3. ↑   Francesco Berni, Il primo libro dell'opere Burlesche, Firenze, 1552,  p. 51.
4. ↑   Francesco Berni, Il primo libro dell'opere Burlesche, Firenze, 1552,  p. 58.
5. ↑   De la età de bravi, in Duello del Fausto da Longiano regolato a le leggi de l'honore, Venezia, 1551,  pp. 100-101.
6. ↑  Arrighi 1892, pp. 768-769.
7. ↑  «Altro riprovato abuso è il tener bravi e'l favorire uomini facinorosi» in  Scipione Maffei, Della Scienza Chiamata Cavalleresca, Napoli, 1721,  p. 297.
8. ↑  Arrighi 1892, p. 769.
9. ↑   Teofilo Folengo, Opus macaronicum, Amsterdam, 1768,  pp. 90-91.
10. ↑   Melchiorre Gioia, Sul commercio de' commestibili e caro prezzo del vitto, Avignone, 1830,  pp. 137-141.
11. ↑   Paolo Morigia, Historia dell'antichità di Milano, Venezia, 1592.
12. ↑  Ed. Nicolini 1971, p. 111.
13. ↑  Nicolini 1971, pp. 106-110.
14. ↑  Ed. in Nicolini 1971, p. 113.
15. ↑   Carlo M. Cipolla, Mouvements monétaires dans l'Etat de Milan 1580-1700, Parigi, 1952.
16. ↑  Nicolini 1971, p. 132.
17. ↑   Compendio di tutte le gride, bandi, et ordini, Milano, Pandolfo e Marco Tullio Malatesti,  p. 64.
18. ↑   Grida generale contra banditi et assassini, Milano.
19. ↑   Grida 2 giugno 1614, Milano.
20. ↑  Perego 2001, pp. 61-74.
21. ↑  Nicolini 1971, pp. 110-111.
22. ↑  Nicolini 1971, pp. 111-112.
23. ↑  Nicolini 1971, pp. 112-114.
24. ↑  Nicolini 1971, p. 114.
25. ↑  Nicolini 1971, p. 115.
26. ↑   Compendio di tutte le gride, et ordini publicati nella citta, & Stato di Milano, Milano, Pandolfo e Marco Tullio Malatesti,  pp. 7-8..
27. ↑   pp. 32-33, Compendio di tutte le gride, et ordini publicati nella citta, & Stato di Milano, Milano, Pandolfo e Marco Tullio Malatesti..
28. ↑   Compendio di tutte le gride, bandi, et ordini, fatti, & publicati nella citta, & Stato di Milano, Milano, Pandolfo e Marco Tullio Malatesta,  pp. 21-23..
29. ↑   Compendio di tutte le gride, bandi, et ordini, fatti, & publicati nella citta, & Stato di Milano, Milano, Pandolfo e Marco Tullio Malatesta,  pp. 58-59..
30. ↑   Compendio di tutte le gride, bandi, et ordini, fatti, & publicati nella citta, & Stato di Milano, Milano, Pandolfo e Marco Tullio Malatesta,  pp. 127-130..
31. ↑   Compendio di tutte le gride, bandi, et ordini, Milano, Pandolfo e Marco Tullio Malatesti,  pp. 2-5..
32. ↑   Compendio di tutte le gride, bandi, et ordini, Milano, Pandolfo e Marco Tullio Malatesti,  pp. 48-49..
33. ↑   Compendio di tutte le gride, bandi, et ordini, Milano, Pandolfo e Marco Tullio Malatesti,  p. 79..
34. ↑   Grida, & ordini publicati nella citta, & Stato di Milano, nel gouerno dell'illustrissimo & eccellentissimo signor marchese della Hynojosa, Milano,  pp. 17-22..
35. ↑   Grida 26 gennaio 1616, su Biblioteca Digitale Lombarda.
36. ↑   Compendio di tutte le gride, bandi, et ordini, Milano, Giovanni Battista Malatesta,  pp. 28-31..
37. ↑   Gridario dell'eccellentissimo signor don Antonio Sanchio d'Avila, Milano, Fratelli Malatesta,  pp. 70-74..
38. ↑   Gridario dell'eccellentissimo signor don Bernardino Fernandez de Velasco, Milano, Fratelli Malatesta,  p. 100..
39. ↑   Gridario dell'eccellentissimo signore il sig. don Luigi de Benavides, Milano, Giulio Cesare Malatesta,  pp. 106-107..
40. ↑   Gridario dell'eccellentissimo signor don Francesco Caetano duca di Sermoneta, Milano, Carl'Antonio Pandolfo Malatesta,  pp. 48-51..
41. ↑   Gridario dell'eccellentissimo signor don Francesco Caetano duca di Sermoneta, Milano, Carl'Antonio Pandolfo Malatesta,  pp. 81-85..
42. ↑  Arrighi 1892, p. 768.
43. ↑  Leggi criminali, pp. 39, 58 e 61.
44. ↑  Leggi criminali, p. 81.
45. ↑  Leggi criminali, pp. 86-87.
46. ↑  Leggi criminali, pp. 100-101.
47. ↑  Leggi criminali, p. 141.
48. ↑  Leggi criminali, p. 163.
49. ↑  Leggi criminali, p. 229.

### Fonti
- Leggi criminali del Serenissimo dominio veneto in un solo volume raccolte e per pubblico decreto ristampate, Venezia, presso li figliuoli del qu. Gio. Antonio Pinelli stampatori ducali, 1751.
- Tommaso Garzoni, De' Bulli, o Bravazzi o Spadacini, o Taglianti, o Sgherri di Piazza, in La piazza universale di tutte le professioni del mondo, Seravalle di Venetia, Ad inflantia di Roberto Meglietti, 1605,  pp. 790-794.

### Studi
- Cleto Arrighi, Gli ultimi bravi, in Natura ed arte, 1892,  pp. 763-769.
- Fausto Nicolini, Documenti dell'Archivio di Stato di Milano a illustrazione dei Promessi sposi. II. Sui Bravi, in Scritti di archivistica e di ricerca storica, Roma, 1971,  pp. 94-144.
- Natale Perego, Homini de mala vita. Criminalità e giustizia a Lecco e in terra di Brianza tra Cinque e Seicento, Oggiono, 2001.